# Ricciardo Meacci
Ricciardo Meacci, né le 5 décembre 1856 à Chiusi et mort le 15 janvier 1938 à Florence, est un peintre italien associé aux styles Purismo et Préraphaélite. Il reçoit plusieurs grandes commandes de peintures murales, dont beaucoup subsistent dans les grands bâtiments de la ville de Sienne. Dans le style préraphaélite, il peint des sujets religieux chrétiens et des scènes tirées de l'allégorie classique et romantique, en plus de ses nombreuses études des ruelles étroites entre les bâtiments anciens de Venise et de Florence, et de plus grandes aquarelles peuplées de personnages vivants dans leur costume quotidien. Ses peintures formelles sont souvent des triptyques dans des cadres polychromes complexes, incarnant une réponse italienne à l'intégration de l'artisanat et des matériaux caractéristiques du mouvement Arts and Crafts. Des exemples de ses œuvres se trouvent dans les collections royales britanniques. 

## Biographie
Né en 1856 à Dolciano, un secteur de Chiusi dans la province de Sienne, Ricciardo Meacci étudie à l'Istituto di belle Arti de Sienne, où il est l'élève de Luigi Mussini, son art se développant dans l'environnement du mouvement Purismo. Il poursuit ses études de peinture à Florence (où il s'installe en 1880), à Venise et à Rome. À Florence, il entre en contact avec un groupe d'artistes anglais travaillant à la manière préraphaélite et est profondément influencé par eux. Ricciardo Meacci collabore avec d'autres élèves de Mussini (dont Alessandro Franchi, Cesare Maccari, Amos Cassioli et Antonio Ridolfi) pour les peintures murales de la salle Victor Emmanuel II du Palazzo Pubblico médiéval vers 1886, après que Mussini lui-même a refusé la commande.

## Œuvres

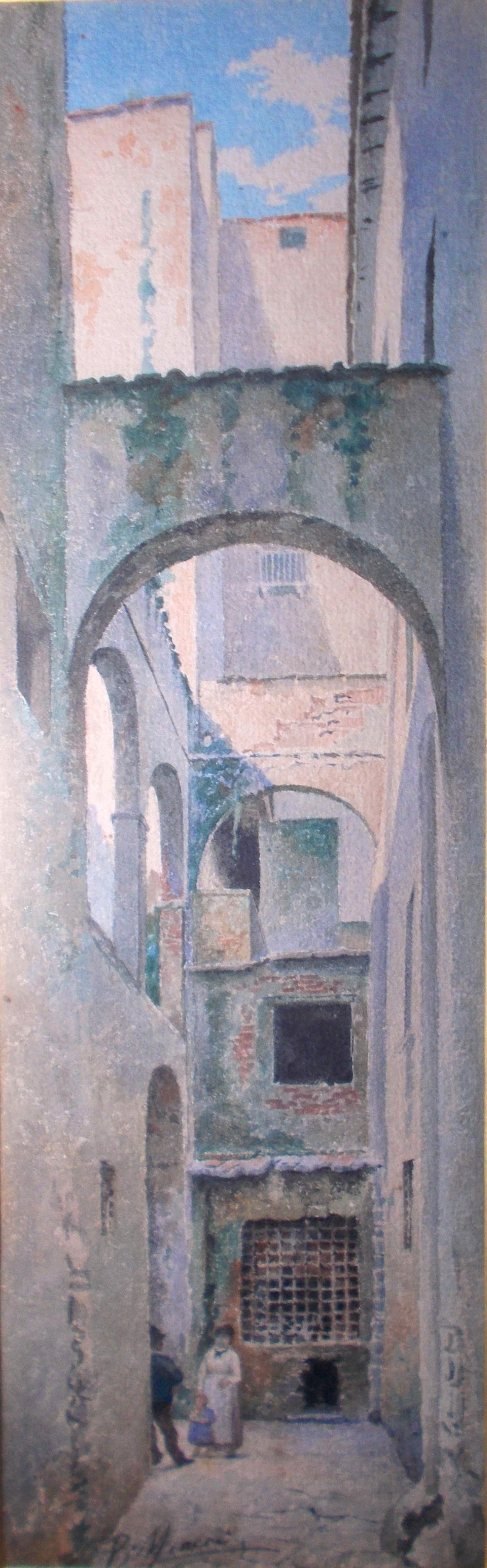
Vicolo dans l'ancien ghetto florentin (aquarelle de Meacci, vers 1888).

- La morte di Archimede, 1880, Sienne, Società di esecutori di pie disposizioni
- Lia, 1882, Sienne, Società di esecutori di pie disposizioni
- Santa Cecilia, 1882, Siena, oratorio di Santa Teresa
- La via buona e la via cattiva, 1884, Sienne, Società di esecutori di pie disposizioni
- Allegorie, 1890, affreschi, Sienne, Palazzo comunale
- Santi e profeti, 1890, affreschi, Sienne, oratorio di Santa Teresa
- Isabella e il vaso di basilico, 1890, aquarelle, collezione privata
- La consegna delle chiavi a san Pietro, 1892, triptyque, Sienne, chiesa di San Francesco
- La fontana d'Amore, 1921, aquarelle, collection privée
- Il matrimonio del duca e della duchessa di York, triptyque, 1923, Londres, Buckingham Palace
- Gesù appare con la croce a san Pietro, 1933, Sienne, Palazzo del Capitano.

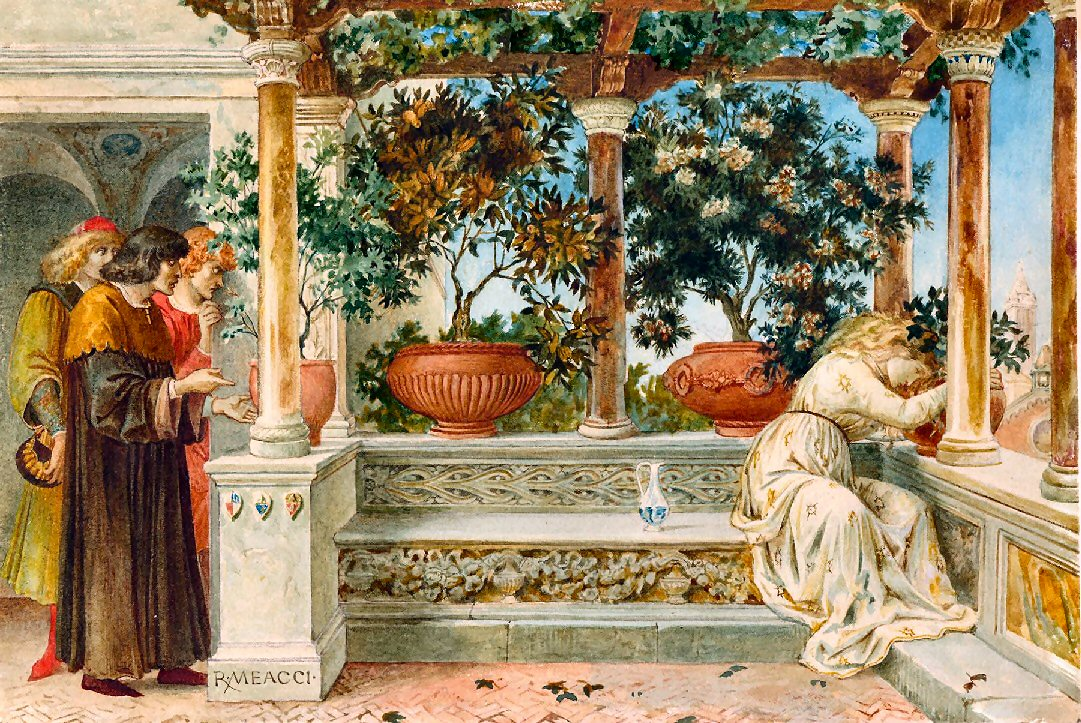
Isabelle et le pot de basilic (1890).
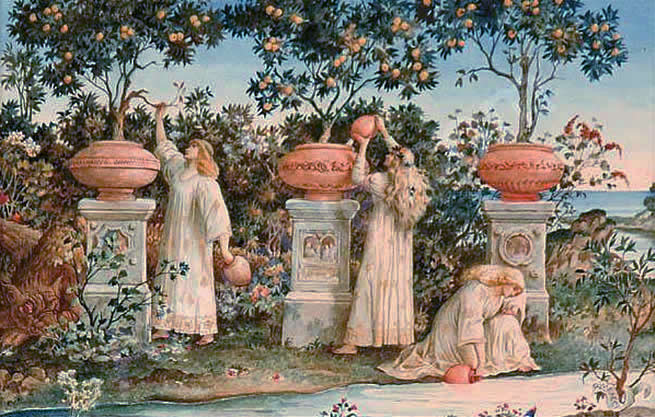
Le Jardin des Hespérides (1894).